# Matt Houston (série télévisée)
Pour les articles homonymes, voir Matt Houston.
Matt Houston est une série télévisée américaine en deux épisodes de 90 minutes et 65 épisodes de 42 minutes, créée par Lawrence Gordon, et été diffusée entre le 26 septembre 1982 et le 19 juillet 1985 sur le réseau ABC.
Au Québec, la série a été diffusée à partir du 16 janvier 1984 sur le réseau TVA, et en France à partir du 14 février 1985 sur TF1. Reprise sur TF1 de 1990 à 1992. La série quitte TF1 pour France 2 avec une rediffusion du 10 octobre 1992 au 1er juillet 1994 sur France 2. Rediffusion à partir du 16 août 1995 au 8 août 1998 sur France 2 puis sur Monté-Carlo TMC, France 3, La Cinquième et RTL9.

## Synopsis
Cette série met en scène un multi-milliardaire texan et moustachu, Matlock Houston, jouant les détectives privés à ses heures perdues dans la ville de Los Angeles. Il a pour assistante une belle et jolie secrétaire/juriste, C.J. Parsons, ainsi qu'un gestionnaire de biens, Murray Chase.

## Distribution
- Lee Horsley (VF : Mario Santini) : Matlock « Matt » Houston
- Pamela Hensley (VF : Élisabeth Wiener) : C.J. Parsons
- John Aprea (en) (VF : François Leccia) : Lieutenant Vince Novelli (saison 1)
- George Wyner (VF : Jean-Pierre Leroux) : Murray Chase (saison 1)
- Lincoln Kilpatrick (VF : Tola Koukoui) ! Lieutenant Michael Hoyt (saisons 2 et 3)
- Penny Santon : Mama Rosa Novelli (saison 1)
- Buddy Ebsen : Roy Houston (saison 3)

Source : DSD-Doublage

## Fiche technique
- Titre original : Matt Houston
- Création : Lawrence Gordon
- Supervision de la production : Michael Fisher
- Producteurs exécutifs : Douglas S. Cramer, Aaron Spelling, E. Duke Vincent et Lawrence Gordon
- Producteurs : Calvin Clements Jr., James L. Conway et Richard Lang
- Producteurs associés : Shelley Hull et David Florimbi
- Responsable de la post-production : Joseph Dervin Jr.
- Directeur de production : Norman Henry
- Thème musical : Dominic Frontiere
- Musique : John E. Davis, Ken Harrison, Dominic Frontiere, Artie Kane, Nelson Riddle, Mark Snow, Duane Tatro et Ken Heller
- Photographie : Michel Hugo et Richard M. Rawlings Jr.
- Montage : Bob Bring, Quinnie Martin Jr., Samuel E. Beetley, Marsh Hendry, Patrick Kennedy, Michael F. Newman, John Woodcock et Chuck Montgomery
- Distribution : Gary Shaffer et Barbara Baldavin
- Création des décors : Serge Krizman, Paul Sylos et Robert Kinoshita
- Création des costumes : Nolan Miller
- Effets spéciaux de maquillage : Ted Coodley, Fred Williams, Tom Miller et Edwin Butterworth
- Effets spéciaux : Bill Ferrier, Joe DiGaetano, Joe Lombardi et Dutch Van Derbyl
- Coordination des cascades : Roy E. Harrison
- Compagnies de production : Aaron Spelling Productions - Largo Productions - Matt Houston Company
- Compagnie de distribution : Warner Bros Television
- Pays d'origine :  États-Unis
- Langue : Anglais
- Mixage sonore : mono
- Format Tournage : 1.33
- Image : couleur
- Durée : 69 × 45 minutes
- Format négatif : 35 mm
- Genre : Policier

## Épisodes

### Première saison (1982-1983)
1. Pilote (X-22) - 90 minutes
2. Vengeance à la une (Stop The Presses)
3. Parfum de crime (Deadly Fashion)
4. Un match mouvementé (Killing Isn't Everything)
5. Qui veut tuer Ramona ? (Who Would Kill Ramona?)
6. Meurtre à la gélatine (Recipe for Murder)
7. Le Tueur des mers (Shark Bait)
8. Enlèvement royal (The Kidnapping)
9. Le robot perd la tête (Joey's Here)
10. Un direct au cœur (The Good Doctor)
11. Ultime combat (The Rock and The Hard Place)
12. Un homme armé en vaut deux (The Purrfect Crime)
13. Club mortel (The Yacht Club Murders)
14. Une soirée d'enfer (Whose Party Is This Anyway?)
15. Piège pour Houston (Get Houston)
16. Les Visiteurs (The Visitors)
17. Une affaire délicate (Here's Another Fine Mess)
18. Au nom du seigneur (The Beverly Hills Social Club)
19. L'Assassin de ces dames (The Showgirl Murders)
20. Danger pour demain (Fear for Tomorrow)
21. Rodéo mortel (A Deadly Parlay)
22. Une façon de mourir très romanesque (A Novel Way to Die)
23. La Chasse (The Hunted)

### Deuxième saison (1983-1984)
1. Héritage (Heritage) - 90 minutes
2. La Femme en blanc (The Woman in White)
3. L'Amour assassin (Love You to Death)
4. Concours de meurtres (The Centerfold Murders)
5. À la recherche d'un enfant perdu (Needle in a Haystack)
6. Marilyn (Marilyn)
7. Sur le fil du bistouri (The Ghost of Carter Gault)
8. La Filière chinoise (China Doll)
9. Double face (Butterfly)
10. Le Clown en pleurs (The Crying Clown)
11. Au royaume des aveugles (The Outsider)
12. Cible : Miss Monde (Target: Miss World)
13. Le Loup garou (The Monster)
14. Requiem pour une blonde (Waltz of Death)
15. Matt Houston est mort (Houston Is Dead)
16. L'Homme de glace (Criss-Cross)
17. Madame et ses mannequins (The Bikini Murders)
18. Match à mort (Death Match)
19. Le Tigre blanc (Blood Ties)
20. Persécution (The Secret Admirer)
21. Titre français inconnu (Cash and Carry)
22. À corps perdu [1/2] (On the Run)

### Troisième saison (1984-1985)
1. À corps perdu [2/2] (Wanted Man)
2. L'Esprit de la loi (Vanished)
3. Témoin oculaire (Eyewitness)
4. La Secte fatale (Apostle of Death)
5. Amnésie (Caged)
6. Opération Vietnam 1 (Opération vietnamien (sic !) en impression sur l'écran) [1/2] (Return to Nam [1/2])
7. Opération Vietnam 2 [2/2] (Return to Nam [2/2])
8. Obsession (High Fashion Murders)
9. Sois belle et meurs ! (Death Stalk)
10. Croquer de diamants (Argent blanchi) (Blood Money)
11. Titre français inconnu (Deadly Games)
12. Titre français inconnu (Stolen)
13. La Fin d’un cauchemar (The Nightmare Man)
14. Point de rupture (Breakpoint)
15. Piège mortel (Death Trap)
16. Vive la mariée (The Honeymoon Murders)
17. Ma détective favorite (Beach Club Murders)
18. Cauchemar à la Nouvelle-Orléans (New Orleans Nightmare)
19. Les Secrets de la compagnie (Company Secrets)
20. Hallucinations (Killing Time)
21. Titre français inconnu (Death Watch)
22. Un mariage peu ordinaire (Final Vows)

## Commentaires
Le 14 février 1985, jour de la diffusion du tout premier épisode en France, fut également le jour de tournage du tout dernier épisode à Los Angeles.
Lee Horsley ne supportait pas son personnage (« Matt et moi, c'est le jour et la nuit ! » disait-il en interview).
Heather O'Rourke apparaît dans l'épisode La femme en blanc, au début de la deuxième saison, où elle joue le rôle de Sunny Kimball et lance un clin d'œil à Poltergeist en refaisant, en VO, son célèbre « They're heeere! ».
Dans l'épisode pilote et donc premier épisode, le héros a l'opportunité parmi un choix très large de véhicules dans sa collection, une DeLorean, voiture devenue célèbre grâce au mythique film Retour vers le futur.